# Большепудгинское (сельское поселение)
Большепудгинское — упразднённое муниципальное образование со статусом сельского поселения в Можгинском районе Удмуртии Российской Федерации.
Административный центр — село Большая Пудга.
25 июня 2021 года упразднено в связи с преобразованием муниципального района в муниципальный округ.

## История
Статус и границы сельского поселения установлены Законом Удмуртской Республики от 13 июля 2005 года № 41-РЗ «Об установлении границ муниципальных образований и наделении соответствующим статусом муниципальных образований на территории Можгинского района Удмуртской Республики».
Законом Удмуртской Республики от 8 апреля 2016 года № 20-РЗ, были преобразованы, путём их объединения, муниципальные образования Большепудгинское и Люгинское в новое МО «Большепудгинское» с административным центром в селе Большая Пудга.

## Население
| 2008  | 2010  | 2012  | 2013  | 2014  | 2015  | 2016  |
| ----- | ----- | ----- | ----- | ----- | ----- | ----- |
| 1288  | ↘1238 | ↘1226 | ↗1250 | ↘1218 | ↘1191 | ↘1189 |
| 2017  | 2018  | 2019  | 2020  |       |       |       |
| ↗3119 | ↘3068 | ↘3050 | ↘3014 |       |       |       |

## Состав сельского поселения
| № | Населённый пункт | Тип населённого пункта       | Население |
| - | ---------------- | ---------------------------- | --------- |
| 1 | Большая Пудга    | село, административный центр | ↘419      |
| 2 | Люга             | железнодорожная станция      | ↗2040     |
| 3 | Малая Копка      | деревня                      | →182      |
| 4 | Малая Пудга      | деревня                      | ↗71       |
| 5 | Малая Сюга       | деревня                      | ↘553      |
| 6 | Сюга-Какси       | деревня                      | ↗1        |
| 7 | Телекшур         | деревня                      | →0        |

Постановлением Государственного Совета Удмуртской Республики от 28 марта 2017 года № 970-V был упразднён населённый пункт Дома 1016 км Большепудгинского сельсовета.